# Lithiumborat-Puffer
Lithiumborat-Puffer (LB-Puffer) ist ein Elektrophoresepuffer, der in der Biochemie und Molekularbiologie im Zuge einer Agarose-Gelelektrophorese zur Trennung von Nukleinsäuren wie DNA oder RNA verwendet wird.

## Eigenschaften
Der LB-Puffer ist aus Lithiumhydroxid und Borsäure zusammengesetzt und besitzt im Vergleich zu den alternativen Puffern (TAE-Puffer, TBE-Puffer, TPE-Puffer, Natriumborat-Puffer) eine niedrigere Ionenstärke und daher eine niedrigere elektrische Leitfähigkeit. Dies erlaubt eine höhere angelegte elektrische Spannung und daher eine höhere Wanderungsgeschwindigkeit der Nukleinsäuren ohne Erhitzung des Agarosegels. Dadurch verkürzt sich die zur elektrophoretischen Trennung benötigte Zeit. Allerdings sind Lithiumsalze kostenintensiver. In den USA erhielt 2005 die Firma Faster Better Media LLC ein Patent auf den LB-Puffer.